# كتش (دشتياري)
كتش (بالفارسية: کچ) هي قرية تقع في قسم باهوكلات الريفي (مقاطعة تشابهار) في إيران. يقدر عدد سكانها بـ 72 نسمة بحسب إحصاء 2016.